# Primera Batalla de Çatalca

La primera batalla de Çatalca fue una de las batallas más pesadas de la Primera Guerra de los Balcanes, librada entre el 17 y el 18 de noviembre [O.S. 4–5 noviembre] de 1912. Se inició como un intento combinado de los ejércitos búlgaros Primero y Tercero, bajo el mando general del teniente general Radko Dimitriev, para derrotar al Ejército otomano de Çatalca —hoy en la provincia turca de Estambul— y romper la última línea defensiva antes de la capital Constantinopla. Sin embargo, las altas bajas obligaron a los búlgaros a suspender el ataque y permitir que su adversario reclamara la victoria. Este fue el mayor éxito militar del ejército otomano durante toda la guerra y la primera gran derrota del ejército búlgaro desde su creación en 1878.